# Иван Савов (актьор)
Иван Савов е български актьор.
Роден е на 8 февруари 1956 година. Играе в театъра и киното, където става известен през 80-те години. През 1990 година заминава за Австрия, където остава десет години, занимавайки се с различни случайни дейности. След това се връща в България и подновява актьорската си кариера.

## Избрана филмография
- „От нищо нещо“ (1979) - кметът Евлоги
- „Юмруци в пръстта“ (1980)
- „Любовна терапия“ (1987)
- „Инспектор без оръжие“ (1985) - лейтенант Костов
- „Юдино желязо“ (1989)
- „Аз, Графинята“ (1989)
- „Под игото“ (1990)
- „Любовното лято на един льохман“ (1990)
- „Жесток и невинен“ (1990) - Краси
- „Всичко от нула“ (1996)
- „Изток - Запад“ (1999)
- „Съдбата като плъх“ (2001)
- „Емигранти“ (2002)
- „Лист обрулен“ (2002) - Благо, бащата на Веса
- „Под едно небе“ (2003)
- „Изневяра“ (2003) - майор Павлов, началникът на полицията
- „Маймуни през зимата“ (2006)
- „Приятелите ме наричат Чичо“ (2006)
- „Военен кореспондент“ (2008)
- „Преследвачът“ (2008)
- „Козелът“ (2009)
- „Стъпки в пясъка“ (2010)
- „Кантора Митрани“ (2012)
- „Слава“ (2016)
- „Летовници“ (2016)
- „Врагове“ (2018)
- „Живи комини“ (2018) - кмета
- „Островът на сините птици“ (2019)
- „Бащата“ (2019)
- „Като за последно“ (2020)
- “Алфа (сериал)” (2024) - проф. Златарски